# タカノフーズ
タカノフーズ株式会社は、茨城県小美玉市にある納豆メーカー。おかめ納豆のブランド名で知られる、納豆業界最大手である。

## 特徴
- 地元で一番であるのみならず、業界全国1位の納豆メーカーであり、同業のヒナタフーズ（札幌工場）、井川食品（茨城工場）とは共同工場で作っている。
- 糸の強さを増した製品など、多品種を展開させることでスーパーマーケットの売り場の大半を占めることに成功している。2006年には、コラーゲンを低分子化（特許技術）させた納豆を、2017年には免疫機能が高いとされる「S-903」納豆菌を使用した納豆をそれぞれ投入している[2]。

## 沿革
- 1932年 2月 - 高野商店を茨城県東茨城郡小川町に創業する[3]
- 1957年12月 - 有限会社おかめ納豆本舗と改組する[3]
- 1985年 5月 - 現在の社名であるタカノフーズ株式会社に改称する[3]
- 1994年 9月 - タカノ物流サービス株式会社を茨城県小川町に設立
- 1996年 4月 - 常陸屋食品株式会社（現在のタカノフーズ茨城株式会社）を茨城県美野里町に設立[4]
- 1996年 9月 - タカノフーズ九州株式会社を佐賀県千代田町に設立[3]
- 2001年10月 - タカノビジネスサービス株式会社を茨城県小川町に設立
- 2002年 1月 - タカノフーズ中国株式会社（現在のタカノフーズ中四国株式会社）を岡山県吉備中央町に設立
- 2002年 2月 - タカノフーズ東北株式会社を宮城県加美町に設立
- 2004年 2月 - タカノフーズ栃木株式会社を栃木県真岡市に設立[5]
- 2010年 6月 - 高野英一が取締役会長に、専務取締役であった高野成徳が代表取締役社長に就任[3]
- 2017年 2月 - 創業85周年。

## 本社
- 茨城県小美玉市野田字大沼頭1542

## 関連会社
- タカノフーズ関東株式会社
- タカノフーズ東北株式会社
- タカノフーズ関西株式会社
- タカノフーズ中四国株式会社
- タカノフーズ九州株式会社
- タカノフーズ茨城株式会社
- タカノフーズ栃木株式会社
- タカノ物流サービス株式会社
- タカノビジネスサービス株式会社

## 主な製品
- おかめ納豆
- 豆腐・油揚げ - 販売エリアは東北・関東甲信越・静岡の17都県限定。
- なっとうふりかけ
- おかめ納豆たれボトル

## テレビCM
- 関西地区で人気のタレントのなるみが出演している。なるみ本人曰く以前は納豆が食べられなかったが、CM出演をきっかけに食べられるようになったという（以前「なるトモ!」（読売テレビ）番組内でのコメント）。
- 初代オカメちゃんはタレントの岡部玲子[6]。

### その他
- 早見優が「メレンゲの気持ち」（日本テレビ系）に出演した際、発酵コラーゲン納豆を紹介したところ後日注文が殺到した。
- フジテレビ系で放送されたアニメ番組「働きマン」で、主人公の好物の納豆巻きに関連して、番組エンディングに表記されている（番組中にも度々登場する）。
- 豆腐工場の生産者は、出社半日前から納豆を食してはいけないという決まりがある。また、納豆工場とは離して置かれている。納豆菌はとても強く、ネバネバした豆腐が出来てしまう可能性があるためとのこと（案内員が会社見学をした人に説明した内容より）。
- 地元茨城県のサッカーチーム水戸ホーリーホックとユニフォームパートナー契約を締結している[7]。